# Jacob’s Well (Texas)
Koordinaten: 30° 2′ 4″ N, 98° 7′ 34″ W
Jacob’s Well (deutsch ‚Jakobsbrunnen‘) ist eine Karstquelle im Staat Texas in den Vereinigten Staaten.

## Beschreibung

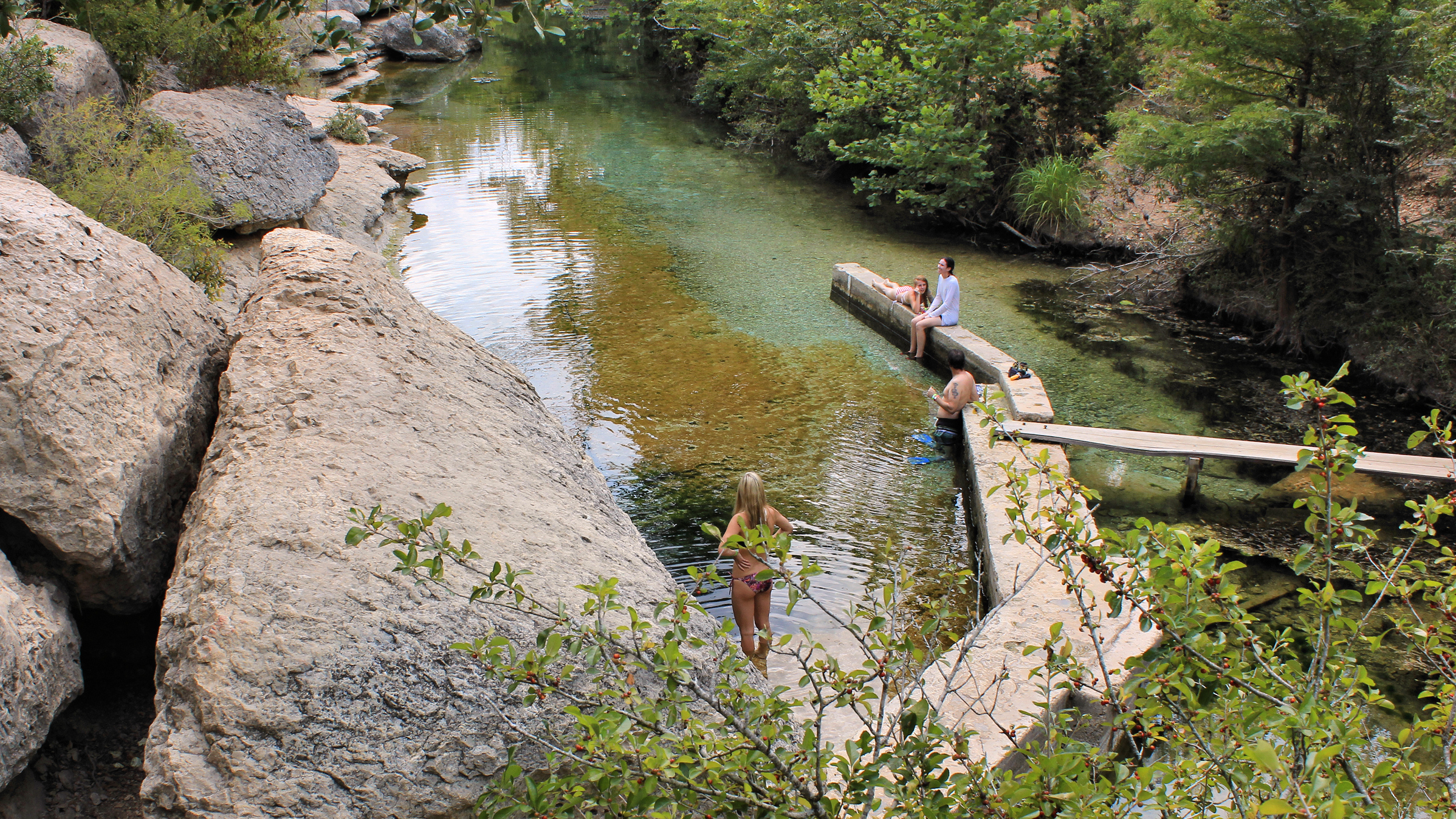
Abfluss der Quelle

Die Quelle liegt im Hays County im Nordwesten der Stadt Wimberley. Sie befindet sich im Texas Hill Country und ist der Ursprung des Cypress Creek. Aus einer 3,7 m breiten und 9,1 m tiefen vertikalen Wasserhöhle entspringt der Jacob’s Well als Artesische Quelle. Die Quellöffnung im Felsen ist bei Schwimmern und Tauchern beliebt. Die Wasserhöhle verläuft weiter durch eine Reihe von unterirdischen Kammern und kann bis zu einer Tiefe von 37 m befahren werden. Das Tauchen im Jacob’s Well ist jedoch gefährlich; es kam schon zu acht Tauchunfällen mit Todesfolge. Die Karstquelle schüttet durchschnittlich 640 Liter Wasser pro Sekunde. Es wurde auch schon ein Aussetzen der Schüttung beobachtet, wie in den Jahren 2000 und 2008.